# Valenciennea helsdingenii
Valenciennea helsdingenii és una espècie de peix de la família dels gòbids i de l'ordre dels perciformes.

## Morfologia
- Els mascles poden assolir 25 cm de longitud total.[1][2]

## Reproducció
És monògam.

## Hàbitat
És un peix marí, de clima tropical (22 °C-27 °C) i associat als esculls de corall que viu entre 1-45 m de fondària.

## Distribució geogràfica
Es troba des del sud del Mar Roig i l'Àfrica oriental fins a Indonèsia, el sud del Japó i la Gran Barrera de Corall.

## Observacions
És inofensiu per als humans.